# Дарданцы

Расселение дарданцев (в правом нижнем углу).

Дарданцы (др.-греч. Δαρδανίωνες, Δαρδάνιοι, Δάρδανοι, лат. Dardani) — палеобалканский народ, обитавший на территории Косово и южной Сербии. Говорили на дарданском языке. Существует гипотеза, согласно которой дарданцы являлись предками современных албанцев.

## Мифология
В греческой мифологии Дардан (Δάρδανον), один из сыновей Иллирия, считался эпонимным предком дарданцев (Δάρδανοι).
Ряд римских этнографов предполагали связь между балканскими дарданцами и известными из «Илиады» дарданами, народом Троады. Их эпонимным предком считался другой Дардан, сын Зевса. Тем не менее, античные источники весьма противоречивы по поводу этнической принадлежности последних; римляне, в частности, считали дарданов греками.

## История
Диодор Сицилийский считал дарданцев переселенцами с востока (район Дарданеллы).
Первое упоминание дарданцев связано с тем, что их царь Бардил объединил под своей властью несколько племён. Объединённое царство нанесло тяжёлые поражения македонянам и молосцам, заставив тех платить дань. В 358 г. до н.э., взойдя на престол, Филипп II Македонский подтвердил договор с дарданцами, взяв в жёны дарданскую принцессу Аудату. Вскоре, однако, когда Бардил всё ещё возглавлял дарданцев, Филипп нанёс им поражение.
Вторично дарданцы напали на Македонию уже при Александре Великом, в 334 г. до н. э., но были разгромлены и признали власть царей Македонии.
Когда галаты напали на македонского царя Птолемея Керавна, дарданцы предложили ему помощь, но тот отказался, вскоре был разбит и погиб. После этого дарданцы продолжали оставаться угрозой для Македонии. Во II в. македоняне пригласили бастарнов, которые разбили дарданцев, однако отказались поселиться в их землях и вернулись к себе на родину.
Их область была завоёвана римлянами при Августе, и латинский язык быстро вытеснил местные наречия. Диоклетиан создал на их территории провинцию Дардания, с главным городом Наиссом (Ниш).

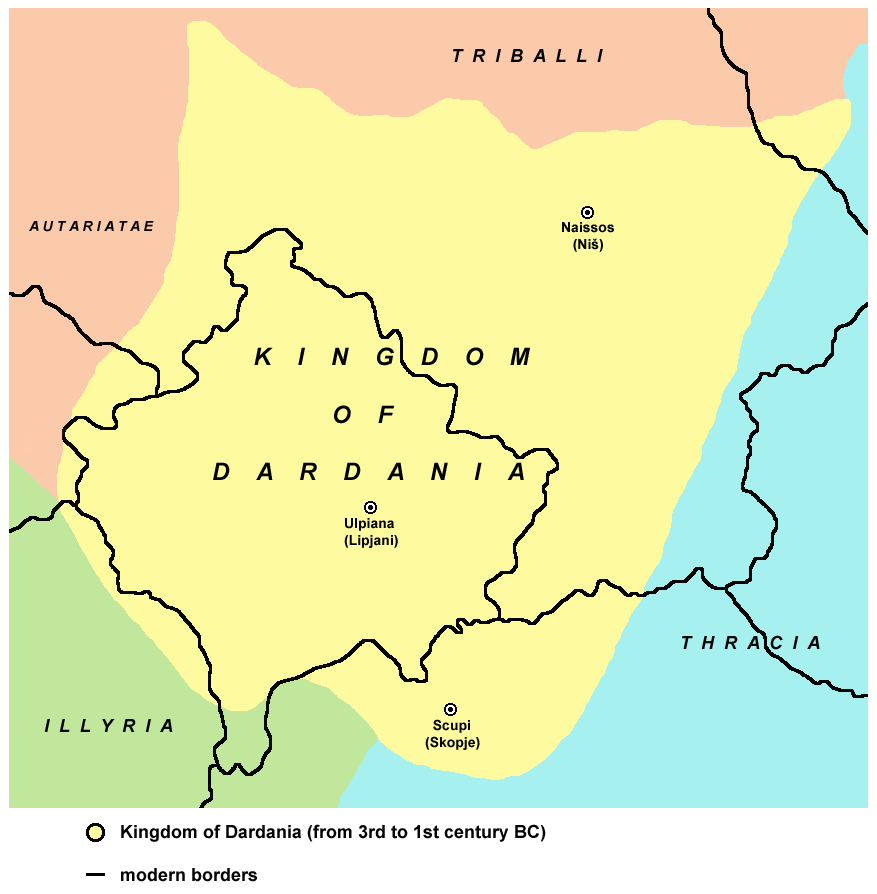
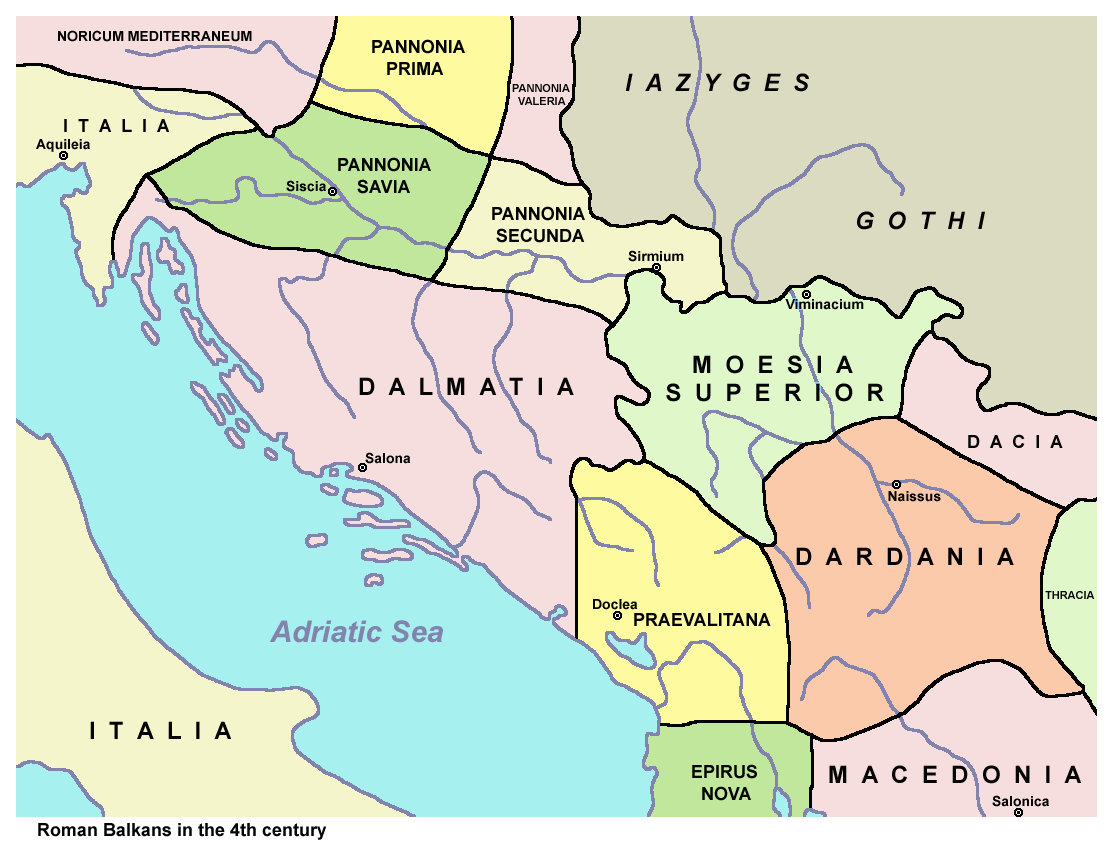
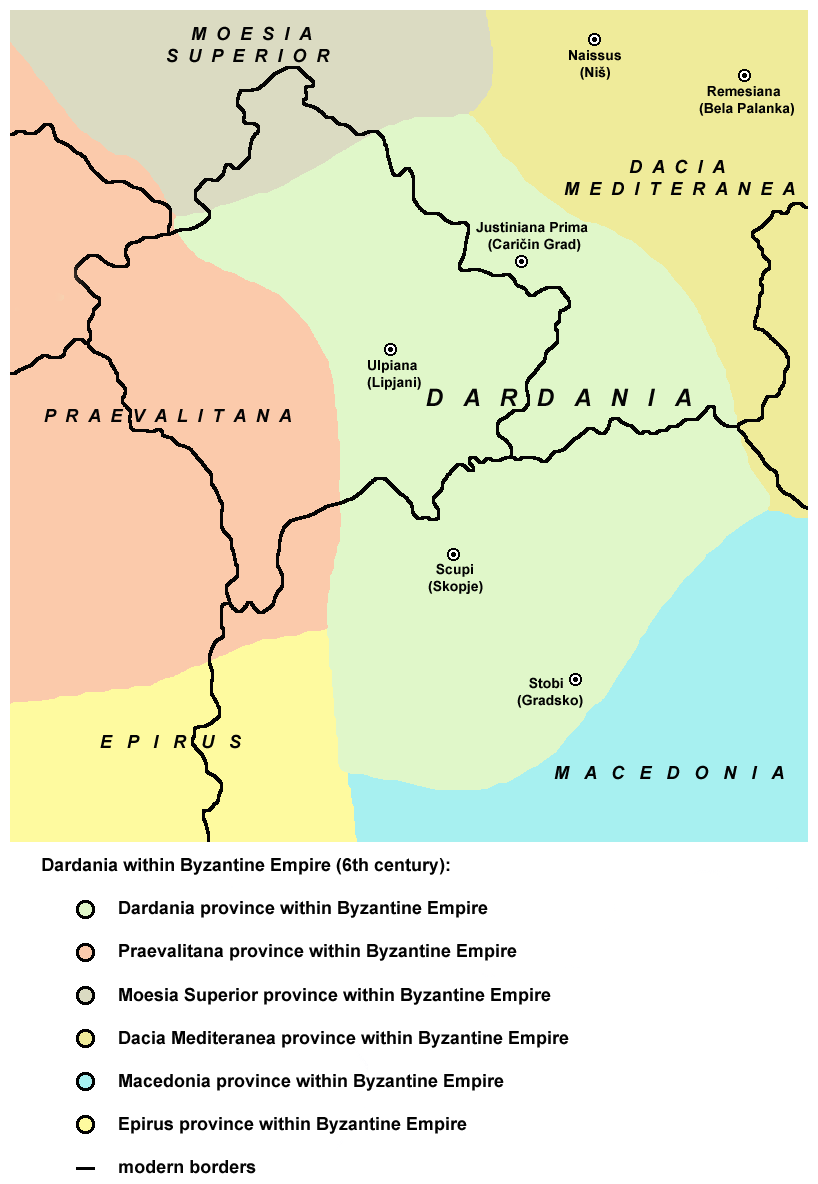

## Язык
В современной исторической науке существуют три гипотезы этнической принадлежности дарданцев: 

1. Фракийская.
2. Иллирийская.
3. Иллиро-фракийская.

Многочисленные топонимы дарданского региона указывают на их принадлежность к иллирийской ветви. В сохранившихся глоссах (названия растений) выделяется суффикс -itis, а корни идентифицируются как индоевропейские.

## Также
Дарданами назывались жители мифического города Дардании у подножья Иды в Малой Азии и тевкры, союзники троянцев. Является ли сходство названий случайным или закономерным, до настоящего времени не установлено.

## Генетика
В своём исследовании Perecic et al. (2005) изучили 114 Y-хромосом албанцев из Косово:
гаплогруппа E1b1b1 (45.6 %), R1b1b (21.1 %), J2b2 (16.7 %), R1a1 (4.4 %), I2a (2.7 %).